# Topoli, Bahciîsarai
Topoli (în ucraineană Тополі) este un sat în așezarea urbană Poștove din raionul Bahciîsarai, Republica Autonomă Crimeea, Ucraina.

## Demografie
Componența lingvistică a localității Topoli
     Tătară crimeeană (53,97%)
     Rusă (36,51%)
     Ucraineană (4,04%)
     Alte limbi (0,43%)
Conform recensământului din 2001, majoritatea populației localității Topoli era vorbitoare de tătară crimeeană (53,97%), existând în minoritate și vorbitori de rusă (36,51%) și ucraineană (4,04%).